# Isopeda echuca
Isopeda echuca är en spindelart som beskrevs av Hirst 1992. Isopeda echuca ingår i släktet Isopeda och familjen jättekrabbspindlar. Inga underarter finns listade i Catalogue of Life.